# Catharina Polak Daniels
Catharina Polak Daniels (Den Haag, 11 juni 1904 – 1989) was een Nederlands tuinarchitecte.

## Biografie
Ze werd geboren in Den Haag als dochter van Leonard Polak Daniels en Catharine Pleijte. Haar ouders pleegden na het uitbreken van de Tweede Wereldoorlog zelfmoord.
Op 14 augustus 1948 werd bij een informele bijeenkomst in Jesus College, Cambridge door 16 van de 20 aanwezige landen besloten de International Federation of Landscape Architecture (IFLA) op te richten. Hoewel Polak Daniels afwezig was, werd zij genoteerd als 17de oprichter.
De Hof van Wouw in Den Haag werd door haar in de periode 1955-1960 heringericht naar 17e-eeuws ontwerp.
- Gemeinsame Normdatei: 122154940
- International Standard Name Identifier: 0000 0003 8819 899X
- Virtual International Authority File: 281340364